# Finland-Zweeds

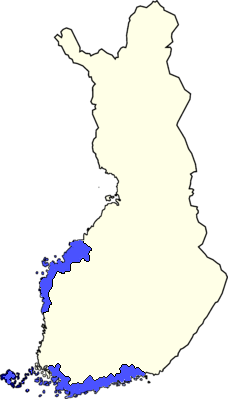
Gebieden waar een groot deel van de Finse bevolking het Zweeds als moedertaal heeft

Het Finland-Zweeds (Zweeds: finlandssvenska; Fins: suomenruotsi) is de benaming voor het Zweeds dat gesproken wordt door de Zweedstalige Finnen. Het verschil tussen het Zweeds zoals dat in Finland wordt gesproken en het Zweeds in Zweden is vooral de uitspraak, de taalmelodie en de duidelijke invloed van het Fins op de Finland-Zweedse dialecten. Er zijn ook een aantal woorden die in het Finland-Zweeds anders zijn dan in het Zweeds dat gesproken wordt in Zweden.
Het Zweeds is de moedertaal voor ca. 265.000 inwoners van Finland, vooral in de regio's Österbotten (Fins: Pohjanmaa), Egentliga Finland (Fins: Varsinais-Suomi) en Nyland (Fins: Uusimaa) (5,1% van de bevolking, geconcentreerd wonend in de kustgemeenten). Door inwijking vanaf het platteland zijn de kuststeden overwegend Finstalig geworden. In het bestuurlijk autonome Åland is het Zweeds de enige officiële taal en heeft 94% van de inwoners het als moedertaal.
Zweeds is een officiële taal in Finland. De meeste plaatsen aan de kust en een aantal belangrijke plaatsen in het binnenland hebben twee namen, een in het Fins en een in het Zweeds. Zo heet Helsinki in het Zweeds Helsingfors. De gemeenten zijn ingedeeld in eentalig Zweeds, eentalig Fins, tweetalig met een Zweedse meerderheid of tweetalig met een Finse meerderheid.
Van de gemeente Hammarland en de gemeente Korsnäs wordt gezegd dat ze het grootste percentage Zweedssprekenden ter wereld hebben, hoewel hier geen officiële statistieken voor zijn.